# Arroios (Lisbona)
Arroios è una freguesia del Portogallo e un quartiere della città di Lisbona. Conta 33 302 abitanti (2021) e ricopre un'area di 2,13 km². La freguesia è nata in seguito all'accorpamento delle freguesias di São Jorge de Arroios, Pena, gran parte della freguesia di Anjos e una piccola parte della freguesia di São José, determinato dalla riforma amministrativa del 2012.

## Monumenti e luoghi d'interesse
- Palácio da Bemposta, in Largo do Paço da Rainha. Ex residenza regia risalente alla fine del XVII secolo-inizio del XVIII secolo, nel 1851 venne destinata ad ospitare l'Escola do Exército (antesignana dell'odierna Academia Militar)
- Escola Secundária de Camões, in Praça José Fontana
- Hospital de Dona Estefânia, in Rua Jacinta Marto
- l'edificio in stile eclettico Almirante Reis, 2-2K, progettato da Adães Bermudes. Realizzato nel 1908, vinse il Prémio Valmor nello stesso anno. È classificato come immobile di interesse pubblico dal 1982.
- l'edificio in Largo do Intendente, n.º 23-27, già sede della rinomata Fábrica de Cerâmica da Viúva Lamego. Realizzato nel 1849, è classificato come immobile di interesse pubblico dal 1978.
- Calçada do Lavra, percorsa dall'Elevador do Lavra
- Campo dos Mártires da Pátria o Campo de Santana
- l'edificio multifunzionale Coliseu dos Recreios, al cui interno è inoltre ospitata la Sociedade de Geografia de Lisboa